# Ерол Зейнулаху
Ерол Зейнулаху (алб. Eroll Zejnullahu, нар. 19 жовтня 1994, Берлін) — косовський та німецький футболіст, що грає на позиції атакувального півзахисника.

## Клубна кар'єра
Ерол Зейнулаху займався футболом у берлінських клубах «Тасманія», «Герта Целендорф» та «Уніон». У другій команді «Уніона» він дебютував в жовтні 2012 року, виступаючи в Регіональній лізі, четвертому рівні в німецькій системі футбольних ліг.
За основну команду «Уніона» у Другій Бундеслізі Зейнулаху дебютував 1 лютого 2013 року, вийшовши на заміну в домашнього поєдинку проти «Зандхаузену». Він замінив Міхаеля Паренсена на 89-ій хвилині поєдинку, а його команда здобула перемогу з рахунком 3:1.. А перший гол у Другій Бундеслізі він забив 17 жовтня 2015 року на 42-ій хвилині поєдинку, зрівнявши рахунок у домашньому матчі проти «Санкт-Паулі».

## Кар'єра в збірній
Ерол Зейнулаху дебютував за збірну Косова 25 травня 2014 року в товариському матчі проти збірної Сенегалу, замінивши на 55-ій хвилині поєдинку Альбіона Авдіяю. 

## Статистика виступів

### Клубна
Статистика станом на 29 березня 2016 року
| Сезон                       | Команда                     | Чемпіонат                   | Чемпіонат | Чемпіонат | Нац.кубок | Нац.кубок | Нац.кубок | Конт.кубок | Конт.кубок | Конт.кубок | Ін.кубки | Ін.кубки | Ін.кубки | Загалом | Загалом |
| Сезон                       | Команда                     | Змаган.                     | Матчі     | Голи      | Змаган.   | Матчі     | Голи      | Змаган.    | Матчі      | Голи       | Змаган.  | Матчі    | Голи     | Матчі   | Голи    |
| --------------------------- | --------------------------- | --------------------------- | --------- | --------- | --------- | --------- | --------- | ---------- | ---------- | ---------- | -------- | -------- | -------- | ------- | ------- |
| 2012-2013                   | Уніон (Берлін) II           | Рег.                        | 6         | 0         | -         | -         | -         | -          | -          | -          | -        | -        | -        | 6       | 0       |
| лютий-червень 2013          | Уніон (Берлін)              | БЛ 2                        | 2         | 0         | КН        | 0         | 0         | -          | -          | -          | -        | -        | -        | 2       | 0       |
| 2013-2014                   | Уніон (Берлін) II           | Рег.                        | 21        | 4         | -         | -         | -         | -          | -          | -          | -        | -        | -        | 21      | 4       |
| квітень-червень 2014        | Уніон (Берлін)              | БЛ 2                        | 3         | 0         | КН        | 0         | 0         | -          | -          | -          | -        | -        | -        | 3       | 0       |
| серпень-жовтень 2014        | Уніон (Берлін) II           | Рег.                        | 3         | 1         | -         | -         | -         | -          | -          | -          | -        | -        | -        | 3       | 1       |
| Загалом в Уніон (Берлін) II | Загалом в Уніон (Берлін) II | Загалом в Уніон (Берлін) II | 30        | 5         |           |           |           |            |            |            |          |          |          | 30      | 5       |
| 2014-2015                   | Уніон (Берлін)              | БЛ 2                        | 23        | 0         | КН        | 0         | 0         | -          | -          | -          | -        | -        | -        | 23      | 0       |
| 2015-2016                   | Уніон (Берлін)              | БЛ 2                        | 21        | 1         | КН        | 0         | 0         | -          | -          | -          | -        | -        | -        | 21      | 1       |
| Загалом в Уніон (Берлін)    | Загалом в Уніон (Берлін)    | Загалом в Уніон (Берлін)    | 49        | 1         |           | 0         | 0         |            |            |            |          |          |          | 49      | 1       |
| Усього за кар'єру           | Усього за кар'єру           | Усього за кар'єру           | 79        | 6         |           | 0         | 0         |            |            |            |          |          |          | 79      | 6       |

### В збірній
| Матчі та голи Ерола Зейнулаху за збірну Косова | Матчі та голи Ерола Зейнулаху за збірну Косова | Матчі та голи Ерола Зейнулаху за збірну Косова | Матчі та голи Ерола Зейнулаху за збірну Косова | Матчі та голи Ерола Зейнулаху за збірну Косова | Матчі та голи Ерола Зейнулаху за збірну Косова | Матчі та голи Ерола Зейнулаху за збірну Косова |
| №                                              | Дата                                           | Місце проведення                               | Суперник                                       | Рахунок                                        | Голи                                           | Змагання                                       |
| ---------------------------------------------- | ---------------------------------------------- | ---------------------------------------------- | ---------------------------------------------- | ---------------------------------------------- | ---------------------------------------------- | ---------------------------------------------- |
| 1                                              | 25 травня 2014                                 | Стад де Женев, Женева                          | Сенегал                                        | 1:3                                            | —                                              | Товариський матч                               |
| 2                                              | 10 жовтня 2015                                 | Міський стадіон, Приштина                      | Екваторіальна Гвінея                           | 2:0                                            | —                                              | Товариський матч                               |
| 3                                              | 13 листопада 2015                              | Міський стадіон, Приштина                      | Албанія                                        | 2:2                                            | —                                              | Товариський матч                               |

Загалом: 3 матчі / 0 голів; eu-football.info [Архівовано 24 вересня 2014 у Wayback Machine.].